# O Leão e o Rato

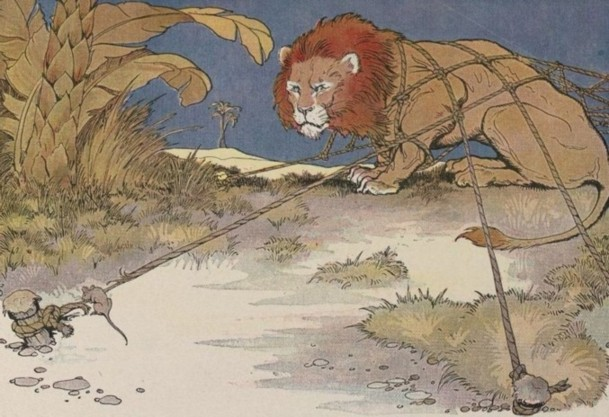
O leão e o rato.

O Leão e o Rato é a 150ª fábula de Esopo, datada do século VI a.C.. Existem também variantes orientais da história, todas as quais demonstram dependência mútua, independentemente do tamanho ou status. No Renascimento, a fábula recebeu uma sequência condenadora à ambição social.

## História
Um certo dia, um pequeno rato estava passando por cima de um leão adormecido quando ele repentinamente acordou e o pegou com suas garras. O rato tentou convencer o leão que, de alguma forma, poderia ajudá-lo. O rei dos animais lhe concedeu a liberdade depois que o pequeno rato o fez rir com a ideia de que um bichinho tão pequeno como ele poderia ajudar um animal tão grande. Um tempo depois, o leão caiu em uma armadilha, rugiu e se esforçou para conseguir escapar. Então, o rato apareceu e começou calmamente a roer as cordas da armadilha. Ele finalmente conseguiu libertar seu benfeitor e, assim, pagar sua dívida. Dessa forma, o rato ajudou o leão.

## Morais
- Uma boa ação ganha outra.
- Os pequenos amigos podem se revelar os melhores aliados.
- Não se ache melhor que os outros, pois todos são iguais…
- Tamanho não é documento.
- Nenhum ato de gentileza é coisa vã. Não podemos julgar a importância de um favor, pela aparência do benfeitor.
- Ajudar sempre, e o mundo irá retribuir.